# Зуэрат
Зуэра́т (араб. الزويرات‎; фр. Zouerate) — город в Мавритании, административный центр области Тирис Заммур.

## География
Расположен в 30 км к востоку от города Фдерик, недалеко от границы с непризнанным государством Сахарская Арабская Демократическая Республика.

## Экономика и транспорт
Экономика Зуэрата и окрестных городов основана на добыче железной руды. Железная руда была впервые найдена в 1952 году в районе горы Kедиа-д’Иджиль; в 1958 году права на разработку месторождения были отданы международному консорциуму Miferma. Эксплуатация месторождения началась в 1960 году. В 1974 году предприятие Miferma было национализировано мавританским правительством и передано государственной компании SNIM. В последующие десятилетия добыча железной руды в регионе получила значительное развитие. В 1981 году новое месторождение Гуэльб было найдено в 35 км к северу от Зуэрата, а в 1990 году — найдено месторождение Мадауат примерно в 65 км от города. Добычей руды в регионе занимаются также компании Xstrata и ArcelorMittal.
Через город проходит Мавританская железная дорога, которая соединяет Зуэрат с портовым городом Нуадибу (около 650 км), расположенным на побережье Атлантического океана. Железная руда вывозится из Зуэрата именно по этой дороге, составы при этом могут достигать в длину 3 км, являясь одними из длиннейших в мире. В Зуэрате имеется небольшой аэропорт, принимающий регулярные рейсы из Нуакшота, а также сезонные рейсы из Касабланки.

## Население
По данным на 2013 год численность населения города составляла 59 002 человека. В Зуэрате проживает большое количество иностранных работников из других стран Африки.
Динамика численности населения города по годам:
| 1997   | 1998   | 2013   |
| ------ | ------ | ------ |
| 34 660 | 35 802 | 59 002 |

## Война в Западной Сахаре
ВВС Франции были размещены в Зуэрате в рамках Операции «Ламантин» и участвовали в бомбардировке повстанцев Полисарио напалмом. 2 французских гражданина были убиты и 6 взяты в плен в ходе рейда Полисарио на город Зуэрат.